# Colonia Aguas Blancas
Colonia Aguas Blancas är en ort i Mexiko.   Den ligger i kommunen Técpan de Galeana och delstaten Guerrero, i den södra delen av landet, 290 km sydväst om huvudstaden Mexico City. Colonia Aguas Blancas ligger 22 meter över havet och antalet invånare är 276.
Terrängen runt Colonia Aguas Blancas är platt åt sydväst, men åt nordost är den kuperad. Runt Colonia Aguas Blancas är det ganska glesbefolkat, med 22 invånare per kvadratkilometer. Närmaste större samhälle är Tecpan de Galeana, 4,4 km nordväst om Colonia Aguas Blancas. Omgivningarna runt Colonia Aguas Blancas är en mosaik av jordbruksmark och naturlig växtlighet.